# Johann Christoph Christian Rüdiger

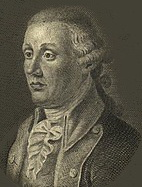
Johann Christoph Christian Rüdiger

Johann Christoph Christian Rüdiger (auch Johann Christian Christoph Rüdiger oder Johann Rüdiger; * 9. Mai 1751 in Burg (bei Magdeburg); † 21. Oktober 1822 in Halle an der Saale) war ein deutscher Kameralwissenschaftler und Sprachwissenschaftler.

## Leben
Rüdigers Herkunft und frühe Ausbildung sind unbekannt. Er wurde zum 14. Oktober 1768 an der Universität Halle immatrikuliert. Er nahm das Studium der Rechtswissenschaften auf, betrieb jedoch zugleich intensiv das Studium der modernen Sprachen. Nach dem Studium wurde er preußischer Kammer- und Talsekretär sowie Assessor beim Salzamt in Halle. 1777 habilitierte er sich an der Philosophischen Fakultät der Universität Halle, anschließend lehrte er als Privatdozent der Kameralwissenschaften. Daneben lehrte er Spanisch und Portugiesisch. „[N]ach einem zwölfjährigen Studium“ legte er 1782 seinen Grundriß einer Geschichte der menschlichen Sprache vor, der als Vorarbeit zu Johann Severin Vaters Bibliographie Litteratur der Grammatiken (1815) gesehen wird. Nachwirkung übte er zudem in seiner Rolle als Quelle für das von Peter Simon Pallas bearbeitete vergleichende Wörterbuch Linguarum totius orbis vocabularia comparativa (1786/87–1789) aus. Im gleichen Jahr erschien auch Rüdigers für die Forschungsgeschichte des Romani bedeutender Aufsatz „Von der Sprache und Herkunft der Zigeuner aus Indien“.
Rüdiger wurde an der Universität Halle am 3. Mai 1791 zum außerordentlichen Professor der Kameralwissenschaften, ein halbes Jahr später zum ordentlichen Professor berufen. Ab 1804 leitete er die Neue Ökonomische Gesellschaft zu Halle, eine aufklärerische Vereinigung.

## Werke
- Ueber die systematische Theorie der Cameralwissenschaften. Halle 1777 (Digitalisat)
- Grundriß des wahren Physiokratismus und preußischen Cameralwesens zum Gebrauch beym mündlichen Unterricht in einer Tabelle. Halle 1781
- Grundriß einer Geschichte der menschlichen Sprache nach allen bisher bekannten Mund- und Schriftarten mit Proben und Bücherkenntniß. Erster Theil. Von der Sprache. Leipzig 1782 (Digitalisat) – kein weiterer Teil erschienen
- Neuester Zuwachs der teutschen, fremden und allgemeinen Sprachkunde in eigenen Aufsätzen, Bücheranzeigen und Nachrichten. Leipzig 1782–1785, Halle 1793
  - Erstes Stück. 1782 (Digitalisat) – enthält ab S. 37 den Aufsatz „Von der Sprache und Herkunft der Zigeuner aus Indien“ –, 2. Aufl. Halle 1796 (Digitalisat)
  - Zweytes Stück. 1783 (Digitalisat)
  - Drittes Stück. 1784 (Digitalisat)
  - Viertes Stück. 1785 (Digitalisat)
  - Fünftes Stück. 1793 (Digitalisat)
  - Sechstes Stück. 1803 – offenbar nur angekündigt als Beschluss der Reihe, nicht aber veröffentlicht; sollte u. a. Christian Wilhelm Büttners „Geschlechtsverzeichniß der Völker und Sprachen“ enthalten
- Die akademische Laufbahn für Oekonomen und Cameralisten nach dem Ursprung vertheidigt und nach Verschiedenheit der Umstände vorgezeichnet. Halle 1783 (Digitalisat)
- Aweiar's Kalwiorhuckam oder Sittensprüche aus Tamulischen Palmblättern übersetzt mit Bemerkungen über indische Gelehrsamkeit. Halle 1791 (Digitalisat) – siehe bereits die „Probe der Tamulischen Sprache“ im Neuesten Zuwachs (Viertes Stück, 1785, S. 186–190), die Bacmeisters Vorschlag für Sprachproben entspricht und von den Missionaren in Trankebar übersetzt wurde
- Auswahl guter Trinklieder, oder Töne der Freude und des Weins, beym freundschaftlichen Mahle anzustimmen. Halle 1791 (Digitalisat), 2. Aufl. Halle 1795 (Digitalisat)
- Anweisung zur guten Schreibart in Geschäften der Wirthschaft, Handlung, Rechtspflege, Policey-[,] Finanz- und übrigen Statsverwaltung. Halle 1792 (Digitalisat)
- Anfangsgründe der allgemeinen Statslehre mit einem kurzen Lehrbegriff der ökonomischen Policey. Halle 1795 (Digitalisat)
- Kurzer Lehrbegriff der persönlichen Policey und Finanzwissenschaft als Nachtrag zu den Anfangsgründen der allgemeinen Statslehre. Halle 1795 (Digitalisat)
- Friedensnachrichten für Städter und Landleute. Halle 1795
- Lehrbegriff des Vernunftrechts und der Gesetzgebung. Halle 1798 (Digitalisat)